# John Surtees
Pour les articles homonymes, voir Surtees.
Ne pas confondre avec son écurie, le Surtees Racing, ni avec son fils, Henry Surtees.
Temple international de la renommée du sport automobile 1996
John Surtees est un ancien pilote motocycliste et automobile britannique, né le 11 février 1934 à Tatsfield dans le comté de Surrey en Angleterre et mort le 10 mars 2017 à Londres à l'âge de 83 ans.
Après avoir remporté sept titres de champion du monde de vitesse moto, il passe en Formule 1 et gagne le titre mondial en 1964. John Surtees reste le seul pilote champion du monde de moto et de Formule 1.

## Biographie
John Surtees naît le 11 février 1934, à Tatsfield dans le comté de Surrey, en Angleterre. John (Jr) est le fils de John Surtees (Sr) dit Jack et de Dorothy. Il est l'aîné d'une fratrie dont le cadet est son frère Norman et la benjamine leur sœur Dorothy. Les trois enfants et leurs parents vivent à Shirley, près de Croydon où Jack, le père, tient un magasin de vente de motos et de side-cars établi sur Tamworth Road. Jack participe à des compétitions en pilotant ses propres motos et sidecars.

### 1951-1957: débuts à moto
C'est en 1951 que John Surtees fait ses débuts à moto. Il commence par courir sur Norton et marque son premier point, celui de la sixième place en 1952 en 500 cm3 au Grand Prix d'Ulster. Après une saison terne en 1953 où il ne marque aucun point en 350 cm3 comme en 500 cm3, il aborde la saison 1955. Cette année-là, il signe ses premiers podiums sur une Norton en 350 cm3 en Allemagne et à Ulster dont il remporte également la manche en 250 cm3 tout en signant le meilleur tour en course pour sa seule apparition au guidon d'une NSU.
En 1956, à 22 ans, il quitte Norton pour MV Agusta ; en 350 cm3 il termine second du Grand Prix des Pays-Bas et remporte le Grand Prix de Belgique terminant l'année avec 14 points et quatrième du championnat. Mieux en 500 cm3, en trois apparitions, il signe trois victoires au Tourist Trophy 1956, au Grand Prix des Pays-Bas et au Grand Prix de Belgique tout en signant le meilleur tour en course lors de ces deux premières épreuves. Il remporte ainsi son premier titre mondial dans la catégorie 500 cm3 au guidon d'une MV Agusta.
En 1957 il ne parvient pas à concrétiser. Il termine au pied du podium au Tourist Trophy de l'Île de Man en 350 cm3, mais, se classe second de cette même course en 500 cm3 avant de s'imposer aux Pays-Bas en 500 cm3. Surtees termine tout de même troisième du championnat en 500 cm3 avec 17 points.

### 1958-1960: domination à moto
De 1958 à 1960, sa domination est totale. Il ne quitte la première place du podium qu'à trois reprises : au Grand Prix de France 1960 en 350 cm3 où il termine troisième, au Tourist Trophy de l'Île de Man 1960 où il termine second en 350 cm3 et au Grand Prix d'Ulster 1960 en 500 cm3 où il termine second. Au cours de ses 35 participations entre 1958 et 1960, Surtees s'adjuge 32 victoires, 35 podiums (soit 100 % de réussite) et 32 meilleurs tours en course. Il remporte donc six autres titres de champion du monde, en 350 cm3 et en 500 cm3.

### 1960-1962: lancement en Formule 1
N'ayant plus rien à prouver sur deux roues, John Surtees se laisse tenter par le sport automobile. En 1960, parallèlement à sa dernière saison en MotoGP et après un très bref apprentissage en Formule 2, il fait ainsi ses débuts en Formule 1, en tant que pilote officiel Lotus. Dès sa deuxième course, sur Lotus 18 au Grand Prix de Grande-Bretagne, il décroche la seconde place derrière Jack Brabham. Puis Surtees ne passe pas loin de l'exploit lors de son troisième Grand Prix, au Portugal, puisqu'il décroche la pole position et domine la course avant de partir à la faute.
Même si sa prestation au Portugal fait de lui l'un des pilotes les plus prometteurs de sa génération, Surtees préfère néanmoins disputer la saison suivante à l'abri de toute pression au volant d'une Cooper T53 de l'écurie privée Yeoman Credit Racing Team. Il se classe à deux reprises cinquième en Championnat du monde (Belgique et Allemagne) mais remporte sa première victoire (hors-championnat) lors du Glover Trophy.
Puis, en 1962, toujours avec Yeoman Credit, il se lance dans le nouveau et ambitieux projet Lola-Climax qui engage la nouvelle Mk4. Si la nouvelle écurie implose au bout d'une seule saison, Surtees a su se mettre en évidence à plus d'une reprise (en décrochant notamment la pole position aux Pays-Bas lors de la première course de la monoplace puis en terminant cinq fois consécutivement dans les points, dont deux fois sur le podium), ce qui lui ouvre les portes de la Scuderia Ferrari pour la saison 1963.

### 1963-1966: champion du monde chez Ferrari

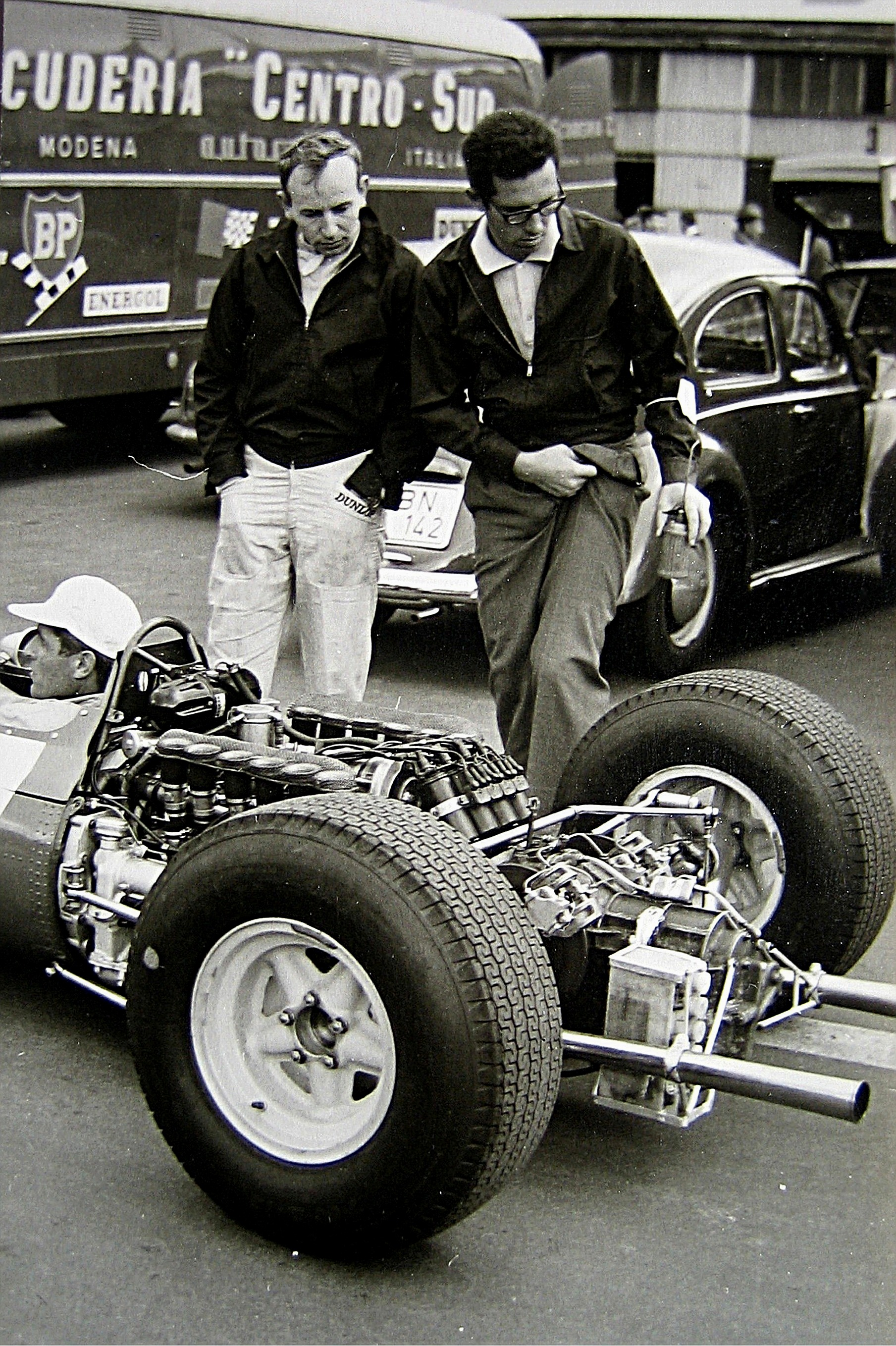
John Surtees et Mauro Forghieri en 1965

En 1963, chez Ferrari, au volant de la 156, Surtees ne peut dans un premier temps rien faire pour contrer l'invincible Lotus 25 de Jim Clark. Mais il met à profit la première défaillance du futur champion du monde pour s'imposer avec classe lors du Grand Prix d'Allemagne disputé sur le très sélectif tracé du Nürburgring. Surtees manque à deux reprises de récidiver (lors des Grand Prix d'Italie et des États-Unis) mais son moteur rend l'âme alors qu'il est en tête.
En 1964, avec une Ferrari 158 enfin à la hauteur des Lotus et BRM, John Surtees décroche deux pole positions, deux victoires et six podiums et remporte le championnat du monde. Il devient ainsi le premier pilote, et le seul à ce jour, champion du monde à la fois sur deux et quatre roues (Joe Leonard s'étant de son côté imposé dans des championnats américains d'importance moto et auto).
L'année suivante, au volant de la Ferrari 158 puis de la 1512, Surtees est impuissant pour contrer la nouvelle domination de Clark et Lotus. Il termine à quatre reprises seulement dans les points malgré de très belles qualifications car sa Ferrari était très peu fiable.
En 1966, le changement de réglementation fait à nouveau de lui le favori pour le titre mondial. Loin d'être l'année d'un deuxième sacre, 1966 sera au contraire celle de la rupture entre Surtees et Ferrari. Exaspéré par les pratiques d'Eugenio Dragoni (directeur sportif de la Scuderia) qui ne cache pas sa préférence pour son coéquipier italien Lorenzo Bandini et par les manœuvres dans l'ombre de Mike Parkes qui souhaitait une place de titulaire chez Ferrari, Surtees claque la porte de la Scuderia en pleine saison, malgré la pole position et la victoire en Belgique sur la 312. Il termine l'année chez Cooper où il décroche deux podiums avant de remporter sa deuxième course de la saison lors du Grand Prix du Mexique sur la T81-Maserati. Surtees termine vice-champion du monde derrière l'impressionnant Brabham qui a remporté quatre courses consécutivement.
En 1966, Surtees fonde son écurie, la Surtees Racing Organisation.

### 1967-1968: l'aventure Honda
En 1967, Surtees se laisse tenter par le projet Honda. La RA273 est assez lourde et Surtees doit abandonner trois fois à son volant, tout en inscrivant des points à trois autres reprises. La nouvelle RA300, dessinée par Surtees et par Eric Broadley le patron de Lola fait ses débuts en Italie où Surtees remporte la victoire (pour seulement 2/10 de seconde, au terme d'un sprint final resté fameux face à Brabham). Au sein d'une écurie dans laquelle il est bien plus qu'un simple pilote et possède également de lourdes responsabilités techniques, il termine quatrième du championnat du monde, mais plus jamais il ne connaîtra le succès sur Honda, qui quitte la Formule 1 fin 1968. Lors de cette saison 1968, la RA301 permet toutefois à Surtees de décrocher deux podiums et une pole position mais casse trop souvent pour espérer le titre.

### 1969-1973: passage chez BRM et émancipation
Après un passage sans gloire chez BRM (alias Owen Racing Organisation) en 1969, sur P138 puis P139 (troisième au Grand Prix des États-Unis pour meilleur résultat) en 1969, il décide de monter sa propre écurie de F1. Pour Surtees, qui était très impliqué dans les projets Lola et Honda, il s'agit d'un prolongement logique à sa carrière de pilote (qu'il poursuivra sur ses propres voitures jusqu'en 1972 à Monza). En 1970, après quatre courses remarquées sur une ancienne McLaren MC7, la Surtees TS7 conçue par Surtees et Peter Connew fait ses débuts en course. John Surtees marquera des points en deux seules occasions durant la saison, tout en étant assez rapide. Les résultats de l'écurie Surtees, satisfaisants dans un premier temps, stagneront par la suite faute d'argent, et l'équipe quitte la Formule 1 à l'issue de la saison 1978.

### 1970-1978: directeur de son écurie
John Surtees fonde Surtees Racing Organisation en 1966. Il décide de participer en parallèle de la F1, au challenge CanAm, un nouveau championnat organisé en Amérique du Nord et qui met aux prises de puissants prototypes. La première saison de Surtees et de son équipe dans la discipline est un succès puisqu'il remporte le championnat au volant d'une Lola-Chevrolet. 
En 1969, l'équipe Surtees acquiert le statut de constructeur en concevant une monoplace de Formule 5000. Inspiré par cette expérience, John Surtees dont la carrière de pilote touche à sa fin, décide d'engager son écurie dans le championnat du monde de Formule 1 de 1970 à 1978, en tant que constructeur.

### Mort
Hospitalisé depuis plusieurs semaines au St George's Hospital de Londres, John Surtees y est mort le 10 mars 2017 à l'âge de 83 ans. Il est inhumé dans l'église saint Pierre et saint Paul (monument classé de Grade I) à Lingfield, en compagnie de son fils Henry, tué au volant d'une Formule 2 en 2009.

## Vie privée
Marié à Jane, John Surtees a deux filles, Leonora et Edwina et un fils, Henry, qui avait lui aussi commencé une carrière de pilote et qui décède le 19 juillet 2009 à 18 ans : alors qu'il participait au nouveau championnat de Formule 2 et avait signé son premier podium la veille, il est tué par une roue qui percute son casque en pleine ligne droite à Brands Hatch. John Surtees crée ensuite la fondation Henry Surtees.
John Surtees est devenu, le 16 novembre 2009, le premier conducteur à traverser le tunnel sous la Manche en conduisant un véhicule automobile dans le cadre d'une opération caritative. Il a traversé le tunnel, en empruntant le tunnel de service exceptionnellement ouvert pour marquer les quinze ans de l'ouvrage, au volant d'une voiture de sport, la Ginetta G50 EV électrique,,,.

## Palmarès
Vitesse Moto

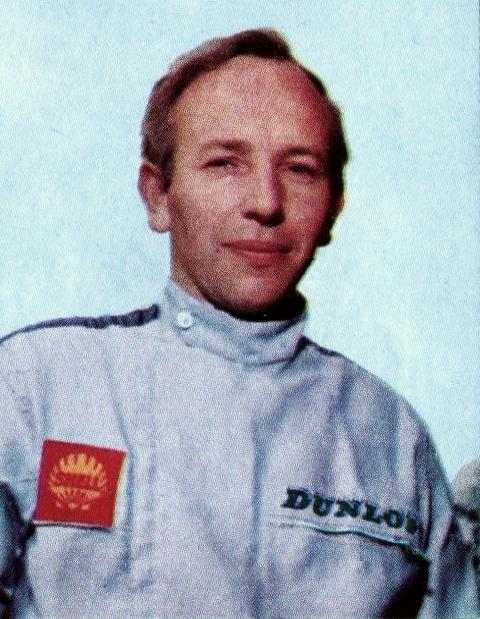
John Surtees en 1966.

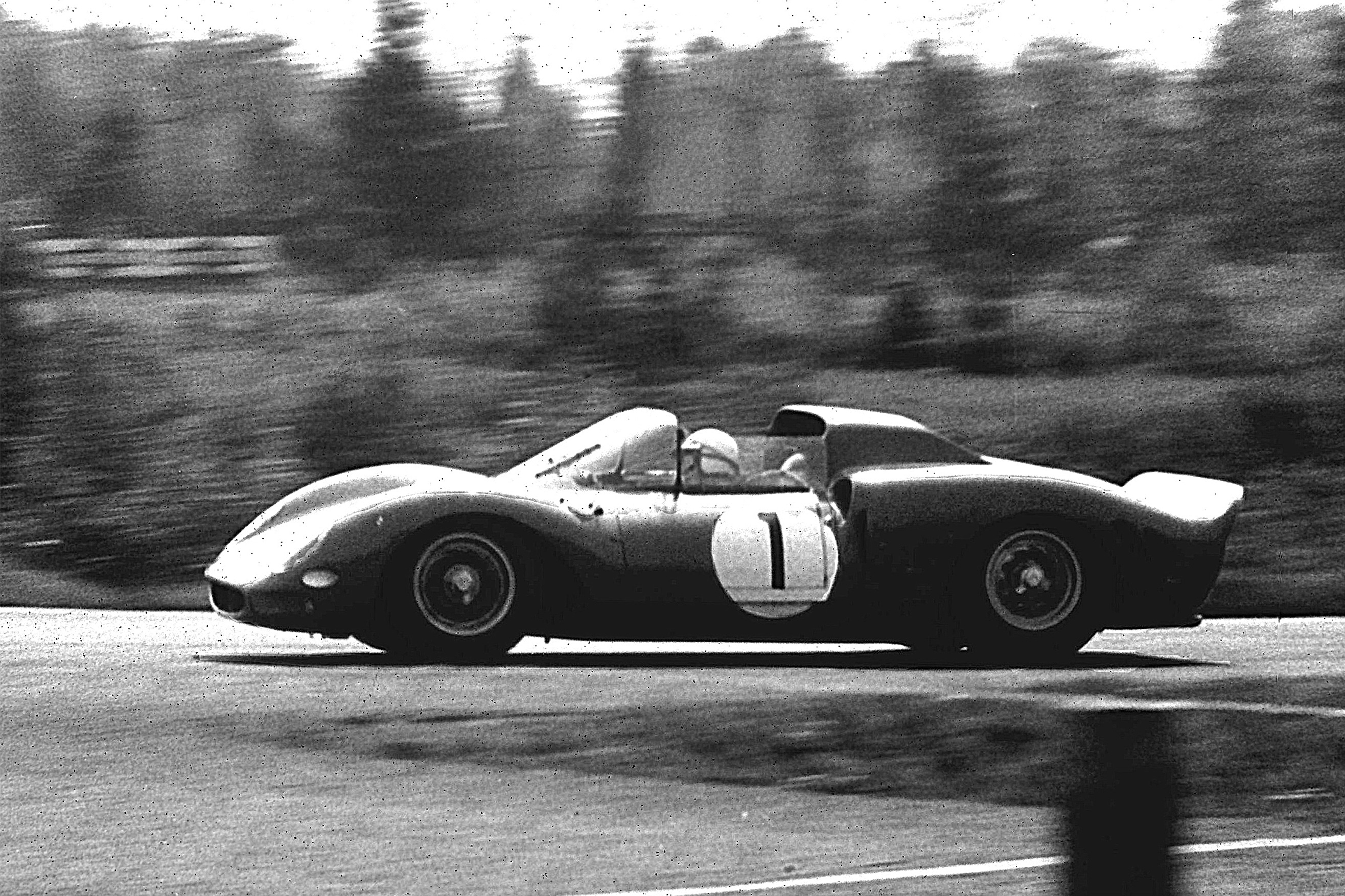
John Surtees sur Ferrari 330P2 au Nurburgring en 1965

- Champion du monde 500 cm3 en 1956, 1958, 1959 et 1960.
- Champion du monde 350 cm3 en 1958, 1959 et 1960.

Formule 1
- Champion du monde en 1964
- 6 victoires en Grand Prix

CanAm
- Vainqueur du championnat CanAm en 1966

### Résultats à moto
| Saison | Catégorie | Écurie    | GP disputés | Victoires | Podiums | Meilleurs tours | Points inscrits | Classement |
| ------ | --------- | --------- | ----------- | --------- | ------- | --------------- | --------------- | ---------- |
| 1952   | 500 cm3   | Norton    | 1           | 0         | 0       | 0               | 0               | Nc         |
| 1954   | 350 cm3   | Norton    | 1           | 0         | 0       | 0               | 0               | Nc         |
| 1954   | 500 cm3   | Norton    | 1           | 0         | 0       | 0               | 0               | Nc         |
| 1955   | 250 cm3   | NSU       | 1           | 1         | 1       | 1               | 8               | 7e         |
| 1955   | 350 cm3   | Norton    | 3           | 0         | 2       | 0               | 11              | 6e         |
| 1955   | 500 cm3   | Norton    | 1           | 0         | 0       | 0               | 0               | Nc         |
| 1956   | 350 cm3   | MV Agusta | 2           | 1         | 2       | 0               | 14              | 4e         |
| 1956   | 500 cm3   | MV Agusta | 3           | 3         | 3       | 2               | 24              | Champion   |
| 1957   | 350 cm3   | MV Agusta | 1           | 0         | 0       | 0               | 3               | 10e        |
| 1957   | 500 cm3   | MV Agusta | 3           | 1         | 2       | 0               | 17              | 3e         |
| 1958   | 350 cm3   | MV Agusta | 6           | 6         | 6       | 6               | 48              | Champion   |
| 1958   | 500 cm3   | MV Agusta | 6           | 6         | 6       | 6               | 48              | Champion   |
| 1959   | 350 cm3   | MV Agusta | 6           | 6         | 6       | 5               | 48              | Champion   |
| 1959   | 500 cm3   | MV Agusta | 7           | 7         | 7       | 7               | 56              | Champion   |
| 1960   | 350 cm3   | MV Agusta | 4           | 2         | 4       | 1               | 26              | Champion   |
| 1960   | 500 cm3   | MV Agusta | 6           | 5         | 6       | 5               | 46              | Champion   |
|        | Total     |           | 52          | 38        | 45      | 33              | 349             |            |

### Résultats en championnat du monde de Formule 1
| Saison | Écurie                                      | Châssis                   | Moteur                              | Pneus            | GP disputés | Victoires | Pole positions | Meilleurs tours | Points inscrits | Classement |
| ------ | ------------------------------------------- | ------------------------- | ----------------------------------- | ---------------- | ----------- | --------- | -------------- | --------------- | --------------- | ---------- |
| 1960   | Team Lotus                                  | Lotus 18                  | Climax FPF L4                       | Dunlop           | 4           | 0         | 1              | 1               | 6               | 12e        |
| 1961   | Yeoman Credit Racing Team                   | Cooper T53                | Climax FPF L4                       | Dunlop           | 8           | 0         | 0              | 0               | 4               | 11e        |
| 1962   | Yeoman Credit Racing Team                   | Lola Mk4 Lola Mk4A        | Climax FWMV V8                      | Dunlop           | 9           | 0         | 1              | 0               | 19              | 4e         |
| 1963   | Scuderia Ferrari                            | Ferrari 156               | Ferrari 178 V6                      | Dunlop           | 10          | 1         | 1              | 3               | 22              | 4e         |
| 1964   | Scuderia Ferrari North American Racing Team | Ferrari 158               | Ferrari 205B V8                     | Dunlop           | 10          | 2         | 2              | 2               | 40              | Champion   |
| 1965   | Scuderia Ferrari                            | Ferrari 158 Ferrari 1512  | Ferrari 205B V8 Ferrari 207 Flat-12 | Dunlop           | 8           | 0         | 0              | 0               | 17              | 5e         |
| 1966   | Scuderia Ferrari Cooper Car Company         | Ferrari 312/66 Cooper T81 | Ferrari 218 V12 Maserati 9/F1 V12   | Firestone Dunlop | 9           | 2         | 2              | 3               | 28              | 2e         |
| 1967   | Honda Racing                                | Honda RA273 Honda RA300   | Honda RA273E V12                    | Firestone        | 9           | 1         | 0              | 0               | 20              | 4e         |
| 1968   | Honda Racing                                | Honda RA300 Honda RA301   | Honda RA273E V12 Honda RA301E V12   | Firestone        | 12          | 0         | 1              | 1               | 12              | 7e         |
| 1969   | Owen Racing Organisation                    | BRM P138 BRM P139         | BRM P142 V12                        | Dunlop           | 9           | 0         | 0              | 0               | 6               | 11e        |
| 1970   | Team Surtees                                | McLaren M7C Surtees TS7   | Ford-Cosworth DFV V8                | Firestone        | 11          | 0         | 0              | 1               | 3               | 18e        |
| 1971   | Brooke Bond Oxo Team Surtees                | Surtees TS9               | Ford-Cosworth DFV V8                | Firestone        | 11          | 0         | 0              | 0               | 3               | 18e        |
| 1972   | Brooke Bond Oxo Team Surtees Team Surtees   | Surtees TS9 Surtees TS14  | Ford-Cosworth DFV V8                | Firestone        | 1           | 0         | 0              | 0               | 0               | Nc         |
| 1973   | Brooke Bond Oxo Team Surtees                | Surtees TS14A             | Ford-Cosworth DFV V8                | Firestone        | 0           | 0         | 0              | 0               | 0               | Nc         |
|        | Total                                       |                           |                                     |                  | 111         | 6         | 8              | 11              | 180             |            |

### Résultats aux 24 Heures du Mans
| Année | Équipe                        | no | Voiture               | Cat.   | Équipiers           | Tours | En course                           | Résultat |
| Année | Équipe                        | no | Moteur                | Cat.   | Équipiers           | Tours | En course                           | Résultat |
| ----- | ----------------------------- | -- | --------------------- | ------ | ------------------- | ----- | ----------------------------------- | -------- |
| 1963  | SpA Ferrari SEFAC             | 23 | Ferrari 250 P         | P 3.0  | Willy Mairesse      | 252   | Tour le plus rapide en 3 min 53 s 2 | Abandon  |
| 1963  | SpA Ferrari SEFAC             | 23 | Ferrari 3,0 L V12     | P 3.0  | Willy Mairesse      | 252   | Tour le plus rapide en 3 min 53 s 2 | Abandon  |
| 1964  | SpA Ferrari SEFAC             | 19 | Ferrari 330 P         | P 5.0  | Lorenzo Bandini     | 337   | Pole position en 3 min 42 s 0       | 3e       |
| 1964  | SpA Ferrari SEFAC             | 19 | Ferrari 4,0 L V12     | P 5.0  | Lorenzo Bandini     | 337   | Pole position en 3 min 42 s 0       | 3e       |
| 1965  | SpA Ferrari SEFAC             | 19 | Ferrari 330 P2 Spyder | P 5.0  | Ludovico Scarfiotti | 225   | —                                   | Abandon  |
| 1965  | SpA Ferrari SEFAC             | 19 | Ferrari 4,0 L V12     | P 5.0  | Ludovico Scarfiotti | 225   | —                                   | Abandon  |
| 1967  | Lola Cars Ltd. / Team Surtees | 11 | Lola T70 Mk.III       | P +5.0 | David Hobbs         | 3     | —                                   | Abandon  |
| 1967  | Lola Cars Ltd. / Team Surtees | 11 | Aston Martin 5,0 L V8 | P +5.0 | David Hobbs         | 3     | —                                   | Abandon  |

## Victoires en course

### Victoires en Grand Prix Moto
|    | Année | Catégorie | Manche | Grand Prix     | Circuit           | Écurie    | Résumé |
| -- | ----- | --------- | ------ | -------------- | ----------------- | --------- | ------ |
| 1  | 1955  | 250 cm3   | 04/05  | Ulster         | Dundrod           | NSU       | Résumé |
| 2  | 1956  | 500 cm3   | 01/06  | Tourist Trophy | Île de Man        | MV Agusta | Résumé |
| 3  | 1956  | 500 cm3   | 02/06  | Pays-Bas       | Assen             | MV Agusta | Résumé |
| 4  | 1956  | 350 cm3   | 03/06  | Belgique       | Spa-Francorchamps | MV Agusta | Résumé |
| 5  | 1956  | 500 cm3   | 03/06  | Belgique       | Spa-Francorchamps | MV Agusta | Résumé |
| 6  | 1957  | 500 cm3   | 03/06  | Pays-Bas       | Assen             | MV Agusta | Résumé |
| 7  | 1958  | 350 cm3   | 01/07  | Tourist Trophy | Île de Man        | MV Agusta | Résumé |
| 8  | 1958  | 500 cm3   | 01/07  | Tourist Trophy | Île de Man        | MV Agusta | Résumé |
| 9  | 1958  | 350 cm3   | 02/07  | Pays-Bas       | Assen             | MV Agusta | Résumé |
| 10 | 1958  | 500 cm3   | 02/07  | Pays-Bas       | Assen             | MV Agusta | Résumé |
| 11 | 1958  | 350 cm3   | 03/07  | Belgique       | Spa-Francorchamps | MV Agusta | Résumé |
| 12 | 1958  | 500 cm3   | 03/07  | Belgique       | Spa-Francorchamps | MV Agusta | Résumé |
| 13 | 1958  | 350 cm3   | 04/07  | Allemagne      | Nürburgring       | MV Agusta | Résumé |
| 14 | 1958  | 500 cm3   | 04/07  | Belgique       | Nürburgring       | MV Agusta | Résumé |
| 15 | 1958  | 350 cm3   | 06/07  | Ulster         | Dundrod           | MV Agusta | Résumé |
| 16 | 1958  | 500 cm3   | 06/07  | Ulster         | Dundrod           | MV Agusta | Résumé |
| 17 | 1958  | 350 cm3   | 07/07  | Italie         | Monza             | MV Agusta | Résumé |
| 18 | 1958  | 500 cm3   | 07/07  | Italie         | Monza             | MV Agusta | Résumé |
| 19 | 1959  | 350 cm3   | 01/06  | France         | Charade           | MV Agusta | Résumé |
| 20 | 1959  | 500 cm3   | 01/07  | France         | Charade           | MV Agusta | Résumé |
| 21 | 1959  | 350 cm3   | 02/06  | Tourist Trophy | Île de Man        | MV Agusta | Résumé |
| 22 | 1959  | 500 cm3   | 02/07  | Tourist Trophy | Île de Man        | MV Agusta | Résumé |
| 23 | 1959  | 350 cm3   | 03/06  | Allemagne      | Hockenheim        | MV Agusta | Résumé |
| 24 | 1959  | 500 cm3   | 03/07  | Allemagne      | Hockenheim        | MV Agusta | Résumé |
| 25 | 1959  | 550 cm3   | 04/07  | Pays-Bas       | Assen             | MV Agusta | Résumé |
| 26 | 1959  | 500 cm3   | 05/07  | Belgique       | Spa-Francorchamps | MV Agusta | Résumé |
| 27 | 1959  | 350 cm3   | 04/06  | Suède          | Hedemora          | MV Agusta | Résumé |
| 28 | 1959  | 350 cm3   | 05/06  | Ulster         | Dundrod           | MV Agusta | Résumé |
| 29 | 1959  | 500 cm3   | 06/07  | Ulster         | Dundrod           | MV Agusta | Résumé |
| 30 | 1959  | 350 cm3   | 06/06  | Italie         | Monza             | MV Agusta | Résumé |
| 31 | 1959  | 500 cm3   | 07/07  | Italie         | Monza             | MV Agusta | Résumé |
| 32 | 1960  | 500 cm3   | 01/07  | France         | Charade           | MV Agusta | Résumé |
| 33 | 1960  | 500 cm3   | 02/07  | Tourist Trophy | Île de Man        | MV Agusta | Résumé |
| 34 | 1960  | 350 cm3   | 03/05  | Pays-Bas       | Assen             | MV Agusta | Résumé |
| 35 | 1960  | 500 cm3   | 04/07  | Belgique       | Spa-Francorchamps | MV Agusta | Résumé |
| 36 | 1960  | 500 cm3   | 05/07  | Allemagne      | Solitude          | MV Agusta | Résumé |
| 37 | 1960  | 350 cm3   | 05/06  | Ulster         | Dundrod           | MV Agusta | Résumé |
| 38 | 1960  | 500 cm3   | 07/07  | Italie         | Monza             | MV Agusta | Résumé |

### Victoires en Championnat du monde de Formule 1
|   | Année | Manche | Grand Prix | Circuit           | Grille | Écurie             | Voiture     | Résumé |
| - | ----- | ------ | ---------- | ----------------- | ------ | ------------------ | ----------- | ------ |
| 1 | 1963  | 06/10  | Allemagne  | Nürburgring       | 2e     | Scuderia Ferrari   | Ferrari 156 | Résumé |
| 2 | 1964  | 06/10  | Allemagne  | Nürburgring       | 1er    | Scuderia Ferrari   | Ferrari 158 | Résumé |
| 3 | 1964  | 08/10  | Italie     | Monza             | 1er    | Scuderia Ferrari   | Ferrari 158 | Résumé |
| 4 | 1966  | 02/09  | Belgique   | Spa-Francorchamps | 1er    | Scuderia Ferrari   | Ferrari 312 | Résumé |
| 5 | 1966  | 09/09  | Mexique    | Mexico City       | 1er    | Cooper Car Company | Cooper T81  | Résumé |
| 6 | 1967  | 09/11  | Italie     | Monza             | 9e     | Honda Racing       | Honda RA300 | Résumé |

## Honneurs et distinctions
En 1996, John Surtees est intronisé au Temple international de la renommée du sport automobile avec Donald Healey, Ferdinand Porsche, Richie Evans (en), Johnny Rutherford et Bobby Isaac.
En 2003, la Fédération internationale de motocyclisme l'honore du titre de  légende.
En 2008, il est nommé officier de l'ordre de l'Empire britannique.
En 2013, il est le lauréat du Segrave Trophy (en).

## Voir aussi

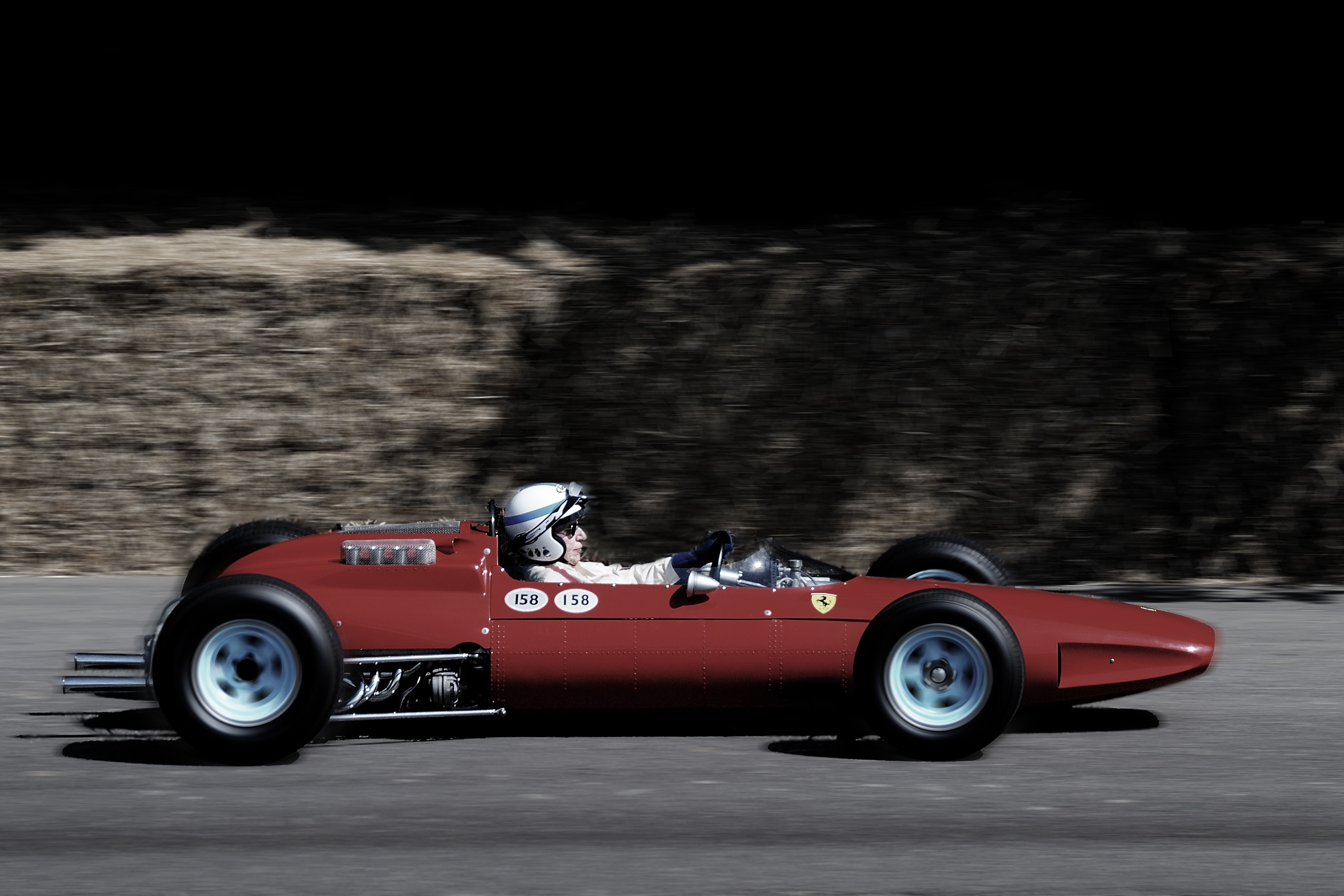
John Surtees sur Ferrari 158 au Festival of Speed de Goodwood en 2010